# Lois McMaster Bujold
Lois McMaster Bujold (Columbus, 2 de novembro de 1949) é uma escritora de ficção especulativa norte-americana.
É uma das autoras mais aclamadas em seu campo, tendo ganhado quatro Prêmio Hugo de melhor romance, igualando o recorde de Robert A. Heinlein, sem contar seu Retro Hugo. Sua novela The Mountains of Mourning ganhou o Hugo e o Nebula. No gênero fantasia, The Curse of Chalion ganhou o Prêmio de Literatura Adulta da Mythopoeic e foi indicado para o World Fantasy Award de 2002 para melhor romance. 
Sua obra Paladin of Souls lhe rendeu seu quarto Hugo e segundo Nebula. Em 2011, ela foi premiada com o Prêmio Skylark. Em 2013, ela foi premiada com o Prêmio Forry.
A maior parte das obras de Bujold compreendem três séries de livros separados: A Saga Vorkosigan, a série Chalion, e a série Sharing Knife.

## Biografia
Lois em Columbus, em 1949. É filha de Robert Charles McMaster, e atribui a influência paterna seu interesse precoce na ficção científica, bem como a certos aspectos da Saga Vorkosigan. Ele era editor do monumental Nondestructive Testing Handbook, geralmente referido como McMaster on Materials.
Bujold escreve que sua experiência com um pai mundialmente famoso é refletida na mesma experiência que seus personagens (Miles, Fiametta) têm de crescer na sombra de um "grande homem". Tendo observado esta tendência em ambos os sexos, ela se pergunta por que é sempre chamado de "síndrome do filho de grande homem", e nunca "síndrome da filha de grande homem." Seu irmão, um engenheiro como seu pai, ajudou a fornecer detalhes técnicos para apoiar a sua escrita de Falling Free.
Ela tornou-se membro do fandom de ficção científica, entrando para a Central Ohio Science Fiction Society e co-publicando Stardate, um fanzine de ficção científica em que uma história dela apareceu sob a assinatura de Lois McMaster.
Bujold atualmente vive em Minnesota.  Ela é divorciada e tem dois filhos; sua filha Anne Bujold é um artista de metal em Portland, Oregon, soldada, e vice-presidente da Northwest Blacksmith Association.